# 楊芷
武悼皇后楊芷（259年—292年3月6日），字季蘭，小字男胤，弘农华阴（今陕西省华阴市）人，太尉杨震幼子杨奉的后裔，东莱太守、蓩亭侯杨众的曾孙女，太傅楊駿与嫡妻高都縣君龐氏之女。楊芷是西晋晉武帝的第二任皇后、晉惠帝時期的皇太后，武元皇后楊艷堂妹。

## 生平
晉武帝的首任皇后楊艷死前，擔心晉武帝繼立他最寵愛的貴嬪胡芳做皇后，那樣她所生的太子司馬衷很可能被廢，便向晉武帝推薦了楊芷做繼室。咸寧二年（276年）立爲皇后，史稱“婉嫕有婦德，美暎椒房”。得寵於晉武帝。生渤海殤王司馬恢，早薨，之後再無兒子。养豫章王司马炽为子。
太子妃賈南風為人妒悍嗜殺，武帝本打算廢掉她，將其囚禁在金墉城。楊皇后對武帝求情道：“賈公閭有勛社稷，猶當數世宥之，賈妃親是其女，正複妒忌之間，不足以一眚掩其大德。”楊皇后又數次訓誡賈妃，賈妃不知楊皇后曾暗助自己，以致仇恨楊后，忿怨日深。
武帝駕崩前曾召中书监华暠、中书令何劭口授遺詔，命汝南王司馬亮和國丈楊駿共同輔佐愚笨的太子司馬衷，但楊駿為獨攬大權就和楊芷合謀偽造了遺詔，調司馬亮出鎮許昌並給予楊駿軍政大權讓他單獨輔政。武帝駕崩，楊芷被尊爲皇太后，朝廷凡有詔令皆由惠帝司馬衷過目後交於太傅楊駿與楊太后決斷。永平元年春二月癸酉，惠帝的皇后賈南風意圖扳倒楊駿取而代之便召楚王司馬瑋與東安王司馬繇等諸王進京，三月辛卯又讓惠帝下詔稱楊駿謀反，使楚王司馬瑋與東安王司馬繇奉詔誅殺楊駿滿門。同時於宮中戒嚴隔塞楊太后對外聯繫，楊太后情急之間在帛書上寫下“救太傅者有賞”命人射到城外，賈后因此藉機宣佈太后同楊駿為同謀。
元康二年（292年），楊駿死後被誅滅三族，株連而死的共有數千人。賈南風又命晉惠帝下詔將楊太后廢為庶人圈禁于金墉城，使後軍將軍荀悝送到永寧宮。起初，惠帝赦免楊芷的母親高都君龐氏，准許與楊芷住在一起；但是賈南風操縱群臣，以太后已經被廢為理由，請求處死龐氏。龐氏臨刑前，楊芷抱住她大哭號叫，到賈南風那裡，截髮、叩頭觸地，甚至上表稱妾，只為請求保全母命，但賈南風不予理睬。龐氏一死，楊芷就被押送回金墉城，賈南風遣散太后的內侍和侍衛，不給與楊太后食物。8天後楊芷餓死在禁中，死時三十四歲。
永嘉元年（307年），登基为帝的司马炽追封恢復她的尊號，但是另立一廟，神主不能和武帝相配。至晉成帝咸康七年（341年），才將武悼皇后供奉入祀於晉武帝之廟。

## 延伸阅读
[在维基数据编辑]
 《晉書/卷031》，出自房玄齡《晉書》

| 前任者： 楊艷           | 晋朝皇后 276年－290年 | 繼任者： 賈南風 |
| 前任者： 东吴皇后滕芳兰 | 晋朝皇后 276年－290年 | 繼任者： 賈南風 |